# Notocaiman
Notocaiman is een geslacht van uitgestorven krokodilachtigen dat tijdens het Plioceen leefde in het gebied van het huidige Argentinië.
In 1937 benoemde Carlos Rusconi de typesoort Notocaiman stromeri. De geslachtsnaam betekent 'zuidelijke kaaiman'. De soortaanduiding eert Ernst Stromer.
Het holotype PVL 752 is gevonden in de Las Violetas-formatie. Het bestaat uit een linkeronderkaak.
Notocaiman wordt wel als een jonger synoniem gezien van Eocaiman paleocenicus.